# 2008 WY93
2008 WY93 este un asteroid din centura principală, descoperit pe toamnă 2008, de Błaszkiewicz, Orłowska, Orłowska, Orszt.